# Schoenus rodwayanus
Schoenus rodwayanus là loài thực vật có hoa trong họ Cói. Loài này được W.Fitzg. miêu tả khoa học đầu tiên năm 1903.